# 6755 Solovʹyanenko
A 6755 Solovʹyanenko (ideiglenes jelöléssel 1976 YE1) a Naprendszer kisbolygóövében található aszteroida. Ljudmila Ivanovna Csernih fedezte fel 1976. december 16-án.